# Hyūganatsu

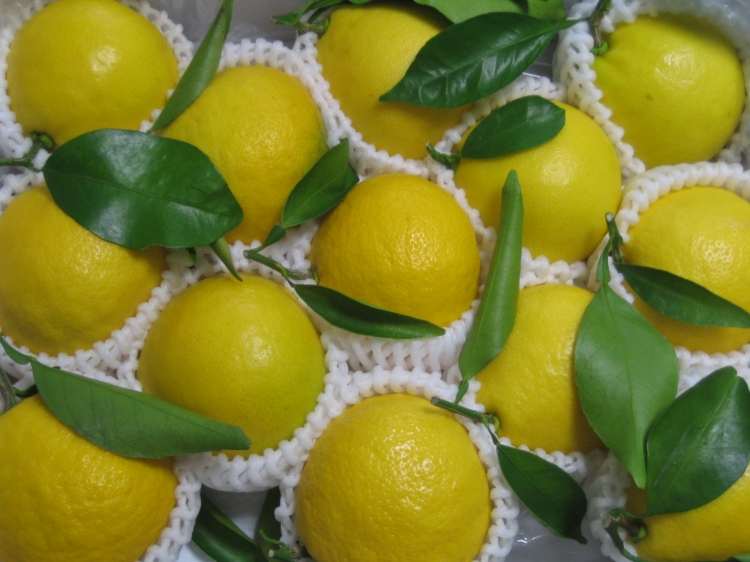
Hyūganatsu

Die Hyūganatsu (jap. 日向夏) ist eine Zitruspflanze (Citrus). Hyūga ist der alte Provinzname der heutigen Präfektur Miyazaki (auf der Insel Kyūshū, Japan). Aufgrund des subtropischen Klimas Kyūshūs gedeihen Hyūganatsu dort besonders gut. Die Frucht ist von mittlerer Größe und rundlich bis etwas länglich-oval geformt, bei der Reife hellgelb gefärbt. Das Innere ist saftig und von süßem Geschmack, allerdings sind auch Kerne enthalten.
Sie ist wohl als Zufallssämling aus der Pampelmuse (Citrus maxima) und wahrscheinlich der Mandarine (Citrus reticulata) entstanden. Der wissenschaftliche Name einer solchen Hybride ist Citrus × aurantium, ein Synonym ist Citrus tamurana hort. ex Tanaka.

## Galerie

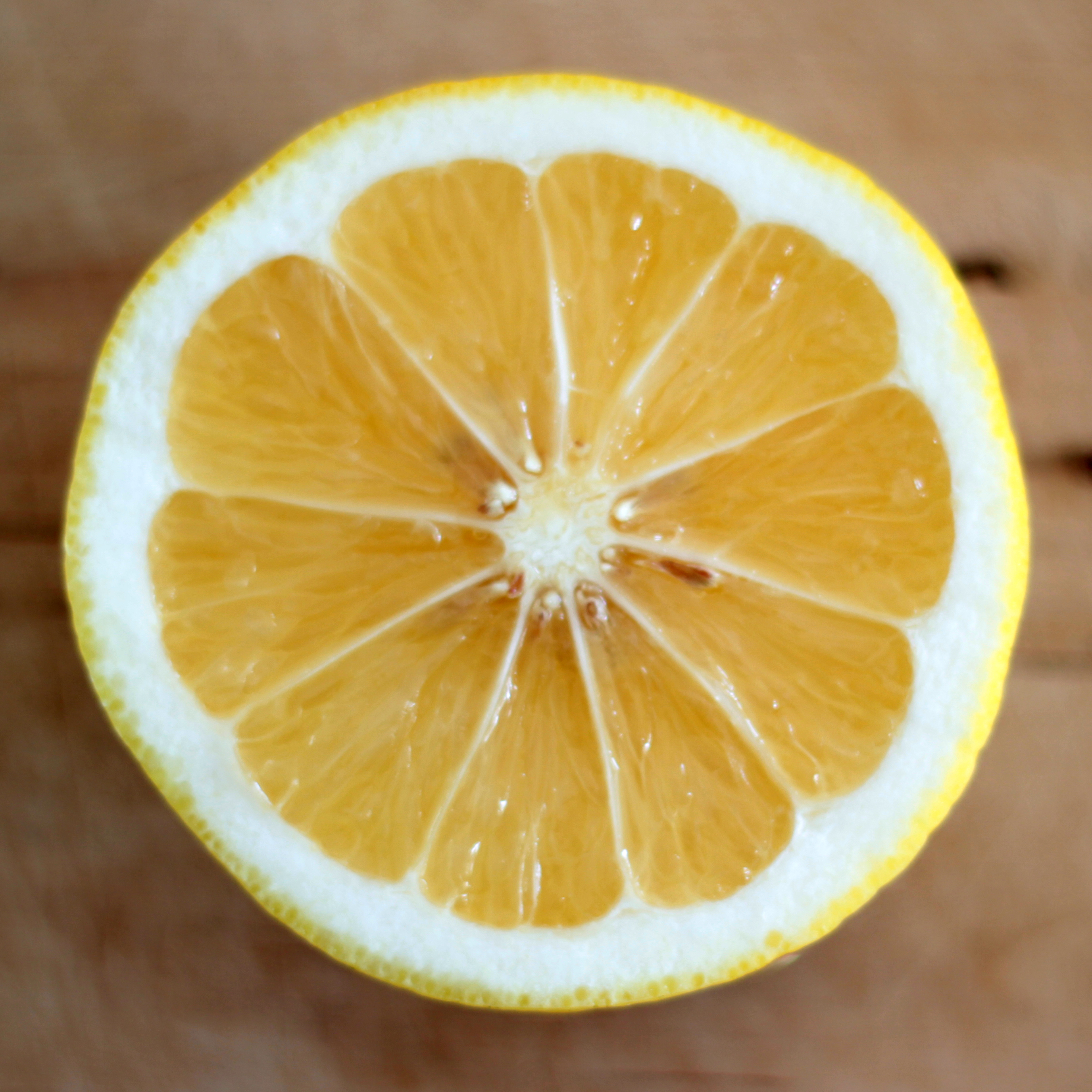
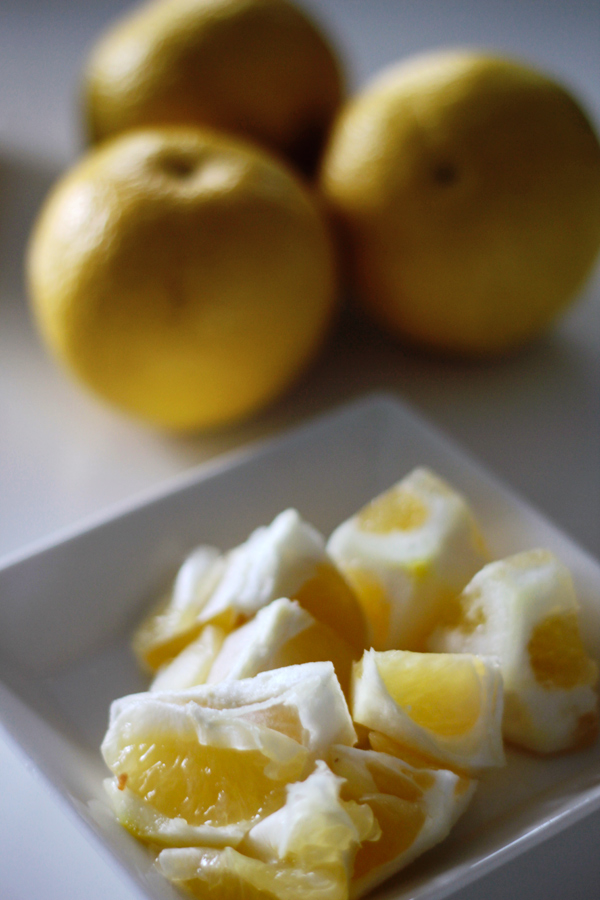
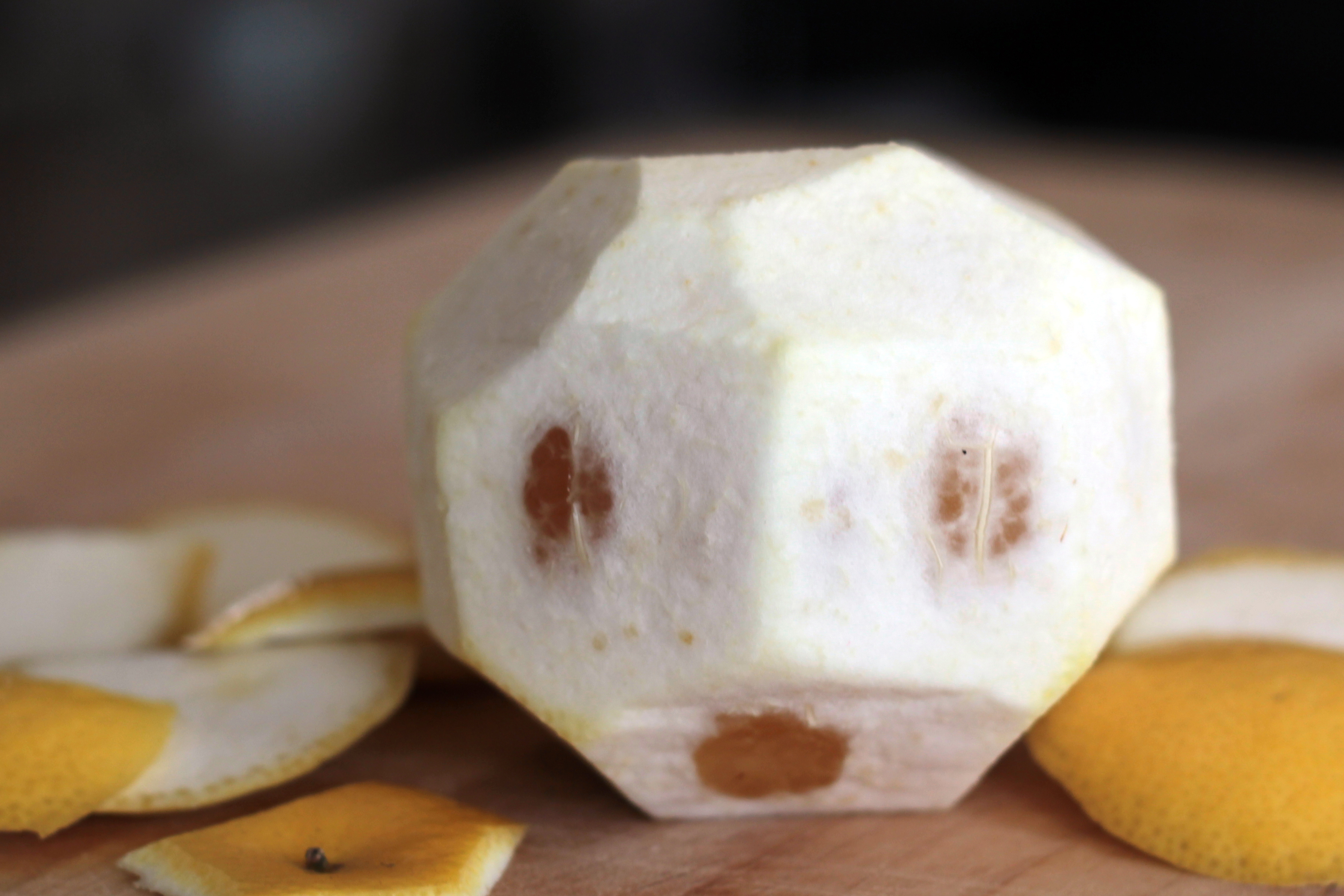
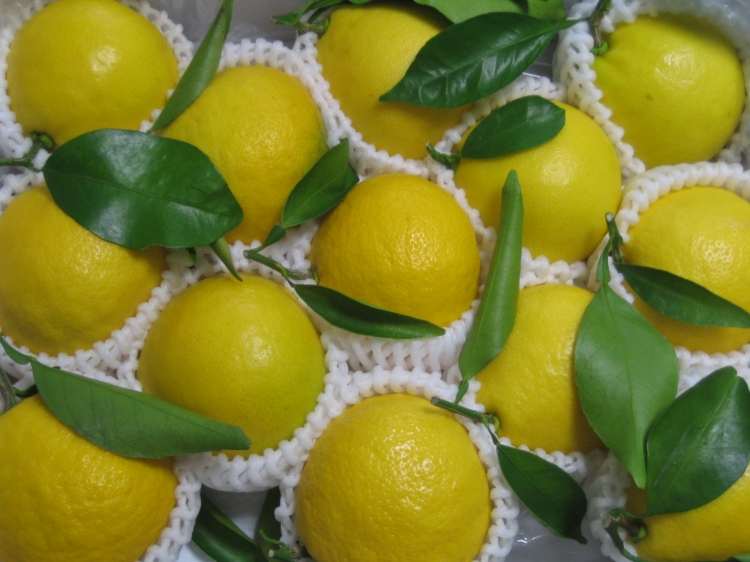
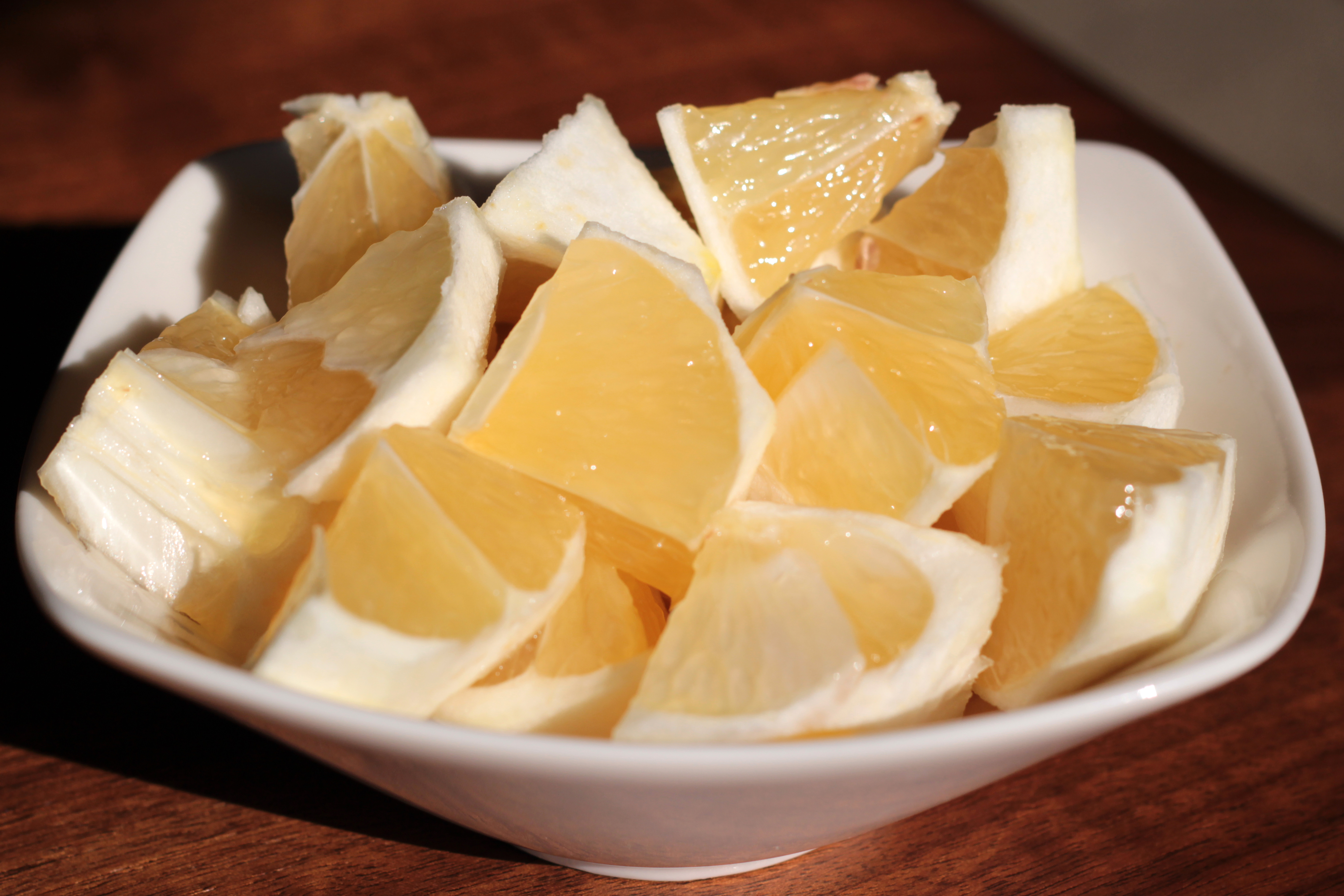

## Belege
- Robert Willard Hodgson: Horticultural Varieties of Citrus. In: Walter Reuther, Herbert J. Webber, Leon D. Batchelor (Hrsg.): History, world distribution, botany and varieties (The Citrus Industry; Bd. 1). University of California, Berkeley 1967.